# Japan Airlines Flight 123

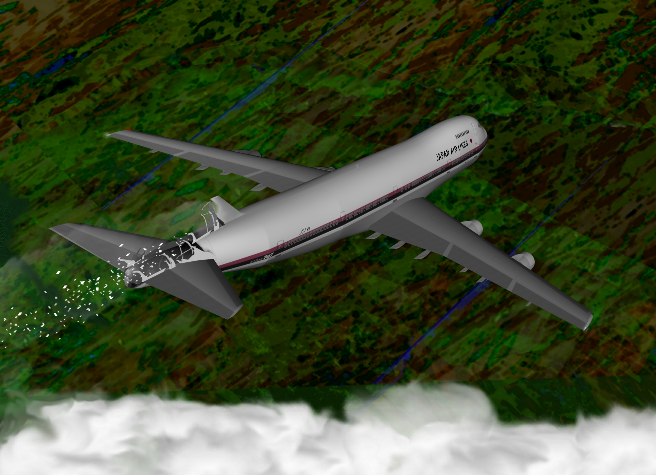
Illustration av JA8119 efter att det bakre rodret slagits sönder.

Japan Airlines Flight 123 var en av JAL:s inrikesflygningar från Haneda till Osakas internationella flygplats i Itami. Planet var av modell Boeing 747-146SR med registrering JA8119. Det flög in i en bergskedja i närheten av berget Takamagahara i Gunma i Japan, 100 km från Tokyo, måndagen den 12 augusti 1985. Haveriplatsen var Osutaka-no-one (Osutakaåsen), nära berget Osutaka. 520 av de 524 människorna ombord förolyckades. Räknat i antal dödsoffer är det historiens värsta flygolycka med ett enda plan inblandat.

## Händelse
JAL 123 lyfte ifrån Haneda flygplats i Tokyo klockan 18:12, ett par minuter försenat, måndagen den 12 augusti 1985. Tolv minuter efter start, då planet nått sin marschhöjd över Sagamibukten, så brast en av balkarna i den trycksatta kabinen. Kabintrycket sjönk omedelbart, och delar av den trycksatta kabinen bröts loss och träffade rodret och dess hydrauliksystem. De avslitna hydraulledningarna orsakade en total förlust av hydraultryck i hela planet, som därefter inte kunde kontrolleras annat än med gasreglagen. Planet förlorade plötsligt höjd och föll hejdlöst flera tusen meter för att sedan okontrollerbart stiga. Detta upprepade sig flera gånger i över 30 minuter i en så kallad phugoidrörelse. Många av de skräckslagna passagerarna hann skriva avskedsbrev till sina familjer.
Besättningen försökte febrilt hålla planet i luften, men efter en halvtimmes kamp flög planet in i en bergvägg och gled sedan ned i en dal där det exploderade 18:56.

## Räddningsarbetet
På grund av den kuperade och skogbevuxna terrängen tog det hela tolv timmar innan räddningsarbetarna lyckades ta sig fram till haveriplatsen. De flesta av kropparna identifierades och kremerades i ett närliggande tempel i byn Ueno.

## Passagerare
Planet var vid start fullsatt och många av passagerarna var på väg till släktingar för att fira högtiden Obon. Några av passagerarna var affärsmän, medan andra var familjer som var på väg hem från Tokyo Disneyland.

### Kända förolyckade
Japan:
- Akira Tukahara, professor i medicin
- Akihisa Yukawa, japansk bankman
- Hajimu Nakano, ledare för basebollaget Hanshin Tigers
- Hirotsugu Kawagachi, 52 år, lyckades skriva ett sista meddelande till sin familj. Meddelandet hittades senare vid hans kropp.
- Ikuo Uragami, chef över "House Food Corp."
- Yōko Kitahara, japansk skådespelerska[2]
- Kyu Sakamoto, japansk sångare
- Masako Nishiguchi, Kimble Mathews fästmö (se nedan)[3]
- Hideo Tsumura, filmkritiker

USA:
- Edward A. Anderson, anställd hos "Stearns Catalytic World Corp"
- Michael Hanson, anställd hos "Stearns Catalytic World Corp"
- Ward Wallach, amerikansk journalist.

UK:
- Kimble Mathews

### Överlevande
- Yumi Ochiai, flygvärdinna på JAL.
- Hiroko Yoshizaki, 34-årig kvinna.
- Mikiko Yoshizaki, dotter till Hiroko Yoshizaki.
- Keiko Kawakami, en tolvårig flicka som hittades oskadd uppe i ett träd.

## Skälet till olyckan
Det visade sig senare i haverikommissionens rapport att den trycksäkra kabinens bultar, som skulle hålla för det starka trycket, lossnade när planet nådde sin normala flyghöjd på 7200 meter. Detta resulterade i att en stor reva slets upp i den bakre delen av kabinen, delar av planets akter lossnade och träffade rodret som slogs av. Planet blev då okontrollerbart då både roder och stabilisatorer slitits av. Felet tros ligga hos Boeings markpersonal som felmonterade kabinen efter det att planets stjärtfena hade skadats i samband med en landning 1978. En av balkarna som satt längs kabinens ram hade brustit och skulle nitas ihop med två stycken plåtar, men vid reparationen använde man bara en plåt som inte kom att klara av det höga trycket.